# San Francisco Plaza, Novi Meksiko
San Francisco Plaza je neuključeno područje u okrugu Catronu u američkoj saveznoj državi Novom Meksiku. 
Bilo je ime za tri naselja u okrugu Catronu. Nalazi se u dolini rijeke San Francisca. Prvi stanovnici bili su španjolski doseljenici 1860-ih. Danas se Middle San Francisco Plaza zove Middle Frisco, Lower San Francisco je Lower Frisco, a Upper San Francisco je preimenovan u Reserve kad je ovdje američka šumska služba izgradila stožer.
Identifikacijski broj Informacijskog sustava zemljopisnih imena (GNIS-a) San Francisco Plaze je 923678, a varijacije imena su Frisco, Middle San Francisco Plaza i San Francisco.

## Povijest
Smješten je u dolini rijeke San Francisca. Današnji Reserve hispanski su doseljenici nazvali Upper San Francisco Plaza 1874. godine. Apači su često napadali zajednicu koja se nalazila unutar apačkih lovišta. Kasnih 1870-ih pristižu prvi englesko govorni doseljenici. Preimenovali su Upper Frisco Plazu u Milligan's Plaza prema gradskom trgovcu i vlasniku saluna.
Lower San Francisco Plaza bio je mjestom legendarne pucnjave Elfega Bace 1884. godine. Samoimenovani zamjenik šerifa postavio se protiv rulje teksaških kauboja u Lower San Francisco Plazi 1884., brzo stekavši reputaciju junaka iz te pucnjave. Pisac Louis L'Amour uvrstio je Upper San Francisco Plazu u svoj roman Conagher, nazvaviš ga samo "The Plaza".

## Zemljopis
Nalazi se na 33°41′36″N 108°45′58″W / 33.69333°N 108.76611°W. Rijeka Tularosa ulijeva se u rijeku San Francisco kod Middle San Francisco Plaze.

## Vanjske poveznice
- Elfego Baca & The “Frisco War”. Legends of America
- Frisco, New Mexico, GhostTowns.com, natuknica Samuela W. McWhortera